# 샤를빅토르외젠 르페브르
샤를빅토르외젠 르페브르(프랑스어: Charles-Victor-Éugene Lefebvre, 1805년 10월 16일 ~ 1882년 10월 15일)는 19세기 프랑스에서 활동한 화가로, 주로 역사화와 초상화, 그리고 장르화를 중심으로 작품 활동을 펼쳤으며, 프랑스의 신고전주의의 전통과 사실주의적인 묘사 기법을 결합하여 섬세하고 정교한 화풍을 보여준 인물이다. 그는 1805년 10월 16일 파리에서 태어나고 자라며 젊은 시절부터 예술에 대한 재능을 드러냈고, 이후 파리 보자르에서 공부하면서 본격적으로 화가로서의 길을 걷기 시작했으며, 당대 저명한 화가들과의 교류를 통해 예술적 감각과 기법을 더욱 정제해 나갔다. 샤를빅토르외젠 르페브르는 전통적 회화 기법을 중시하면서도 시대의 흐름에 맞추어 세부 묘사와 감정 표현에 깊이를 더하는 데 주력했고, 그결과 그의 작품들은 당대의 미술 전시회에서 꾸준히 주목받았으며, 특히 살롱에서 여러 차례 입상하며 화단에서 인정받는 위치에 올랐다. 그는 주로 역사적 혹은 신화적 주제를 다뤘으며, 고전문학이나 종교적 소재를 회화로 재해석하여 관람자에게 깊은 인상과 정서적 울림을 전달하고자 했으며, 인물의 내면 감정과 시대적 분위기를 함께 담아내는 데에 탁월한 능력을 지닌 작가로 평가받는다. 생애 말기까지도 그는 꾸준히 작품 활동을 이어갔으며, 후배 화가들에게 예술적 영감을 주는 존재로 자리매김했고, 1882년 10월 15일에 77세로 사망하기까지 프랑스 회화계의 중요한 일원으로 남아 그 예술적 유산을 이어갔다.

## 생애

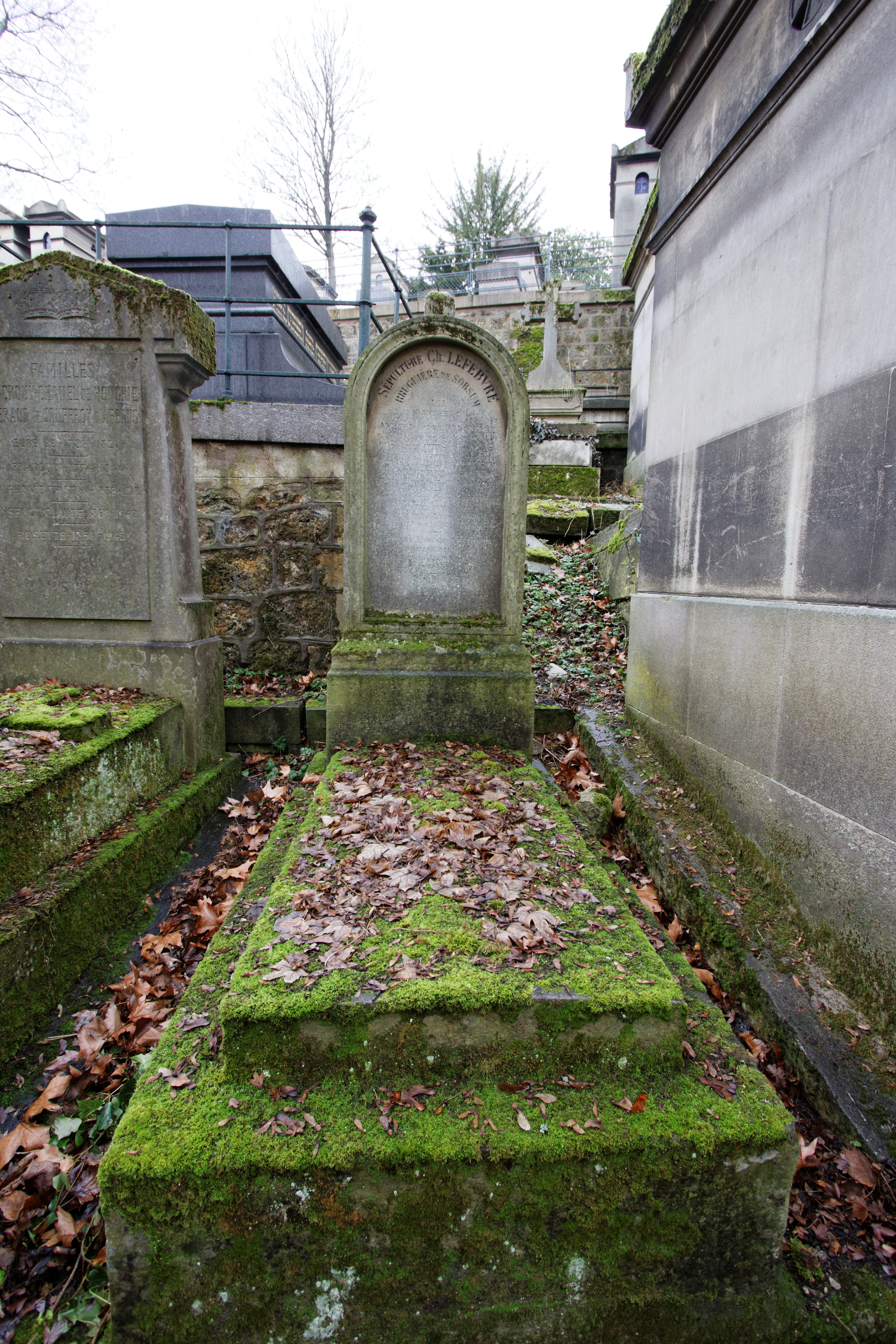
페르 라셰즈 묘지 제18구역에 있는 프랑스의 화가 샤를빅토르외젠 르페브르의 무덤

샤를빅토르외젠 르페브르는 1805년 10월 16일 프랑스에서 태어났으며, 어린 시절부터 예술에 대한 특별한 관심과 재능을 보였기에 가족의 지원 아래 일찍부터 미술 교육을 받기 시작했다고 전해진다. 그의 초기 교육은 주로 고전적인 화법과 그림에 집중됐으며, 이는 이후 그의 작품 세계에 큰 영향을 끼쳤다. 젊은 시절 샤를빅토르외젠 르페브르는 파리에 위치한 명문 미술 학교인 파리 보자르에 입학하여 당시 프랑스 미술계에서 주목받던 여러 화가들과 스승들에게 사사하며 기초부터 심도 있는 예술적 수련을 쌓았다. 
그는 학창시절부터 역사화와 초상화에 두각을 나타냈으며, 고전문학과 신화를 소재로 한 작품을 주로 그려 당대 살롱 전시회에서 호평을 받았다. 1830년대와 1840년대에 걸쳐 샤를빅토르외젠 르페브르는 프랑스 미술계에서 점차 인지도를 쌓아갔으며, 그의 작품은 섬세한 표현력과 사실주의적 디테일로 찬사를 받았다. 특히 인물의 내면 심리와 감정을 섬세하게 묘사하는 데 뛰어났으며, 이는 그의 회화에 깊은 인간미를 더하는 요인이었다. 이 시기 그의 작품들은 여러 전시회에서 입상하거나 찬사를 받으면서 안정적 화가 생활을 이어갔다.
샤를빅토르외젠 르페브르는 중기 생애와 후기 생애에 지속적 예술 활동과 더불어 후진 양성에도 힘쓴 시기였으며, 후배 화가들과의 교류를 통해 자신의 예술철학을 전파하고, 프랑스 회화의 전통을 계승하는 데 기여했다. 그는 또한 당시 변화하는 미술 경향 속에서도 자신의 고전적 화풍을 고수하면서도 시대의 요구에 맞춘 세밀한 감정 묘사와 사실적 표현을 접목시키는 데 성공했다. 1882년 10월 15일, 샤를빅토르외젠 르페브르는 76세의 나이로 생을 마감했으며, 페르 라셰즈 묘지 제18구역에 묻혔다. 그의 작품과 예술적 정신은 19세기 프랑스 미술사에 중요한 자취로 남아 있다.

## 같이 보기
- 낭만주의
- 리얼리즘
- 사실주의
- 자크루이 다비드
- 쥘 조제프 르페브르
- 레지옹 도뇌르 훈장
- 장오귀스트도미니크 앵그르